# Мербах, Ганс
Ганс Эрих Мербах (нем. Hans Erich Merbach; 10 мая 1910, Гота, Германская империя — 14 января 1949, Ландсбергская тюрьма) — оберштурмфюрер СС, шуцхафтлагерфюрер и адъютант в концлагере Бухенвальд, начальник кинологической службы в концлагере Освенцим.

## Биография
Ганс Мербах родился 10 мая 1910 года. Выучился на слесаря. С 1928 по 1939 год работал курьером, а позже банковским служащим в страховом банке в Готе.
1 июня 1930 года вступил в СС (№ 3387) и НСДАП (билет № 259233). Мербах принадлежал к 14-му штандарту СС и 15 сентября 1939 года был призван в Войска СС. Из Лихтерфельде он был переведён в концлагерь Бухенвальд. Там с 1940 по май 1941 года был адъютантом. Из-за паралича сердечной мышцы с 12 мая 1941 года находился в больницах в Веймаре и Готе, после чего до осени 1941 года был выписан на лечение домой. С конца 1941 и до середины мая 1942 года и с октября по декабрь 1942 года был командиром охраны в концлагере Бухенвальд. По приказу коменданта лагеря Германа Пистера Мербах закончил офицерские курсы в школе кинологических войск в Шперенберге. С января 1943 по январь 1945 года был начальником кинологической службы в концлагере Освенцим. После эвакуации Освенцима с 1 февраля 1945 года был вторым шуцхафтлагерфюрером в концлагере Бухенвальд.
7 апреля 1945 года руководил эвакуацией транспорта из концлагеря Бухенвальд в концлагерь Флоссенбург. Около 5000 заключённых должны были пройти двенадцать километров маршем смерти в Веймар. Сам Мербах лично застрелил 10 заключённых во время марша. В Веймаре заключённые были погружены в товарные вагоны. Так как концлагерь Флоссенбург был эвакуирован 20 апреля 1945 года, поезд продолжал движение по направлению в концлагерь Дахау, при этом Мербах вместе с другими эсэсовцами застрелил 20 человек.

### После войны
14 августа 1947 года в рамках процессов Дахау на Бухенвальдском процессе за «соучастие и участие в операциях концлагеря Бухенвальд», особенно из-за его ответственности за смерть заключённых во время эвакуации транспорта Мербах был приговорён к смертной казни через повешение. 14 января 1949 года приговор был приведён в исполнение в Ландсбергской тюрьме.